# Relaciones Japón-Países Bajos
Japan–Netherlands relations (en neerlandés: Japans-Nederlandse betrekkingen, en japonés: 日蘭関係) describe las relaciones exteriores entre Japón y los Países Bajos. Las relaciones entre Japón y los Países Bajos se remontan a 1609, cuando se establecieron las primeras relaciones comerciales formales.

## Historia

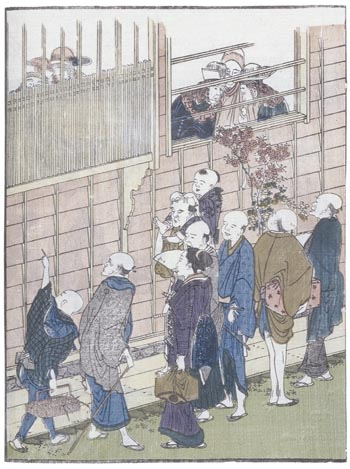
Japoneses curiosos observando a los holandeses en Edo

### Comercio temprano
Cuando se establecieron relaciones comerciales formales en 1609 a petición del inglés William Adams (marinero, nacido en 1564), los holandeses obtuvieron amplios derechos comerciales y establecieron una Compañía Holandesa de las Indias Orientales puesto comercial en Hirado. Comerciaban con productos asiáticos exóticos como especias, textiles, porcelana y seda. Cuando ocurrió la Rebelión de Shimabara de 1637, en el que los cristianos japoneses iniciaron una rebelión contra el shogunato Tokugawa, fue aplastada con la ayuda de los holandeses. Como resultado, todas las naciones cristianas que brindaron ayuda a los rebeldes fueron expulsadas, dejando a los holandeses como el único socio comercial del Occidente. Entre las naciones expulsadas estaba Portugal que tenía un puesto comercial en el puerto de Nagasaki en una isla artificial llamada Dejima. En un movimiento del shogunato para quitarle el comercio holandés al clan Hirado, todo el puesto comercial holandés se trasladó a Dejima.

### Cooperación militar
Después de la apertura forzosa de Japón por una flota estadounidense comandada por el comodoro Matthew Perry en 1854, se tomó la decisión de modernizar la flota japonesa. Para hacer esto, se hicieron pedidos de modernos buques de guerra a vapor. El primero de ellos fue el ZM SS Soembing, un regalo del Rey Guillermo III de los Países Bajos, que pasó a llamarse Kankō Maru . Para entrenar a los marineros japoneses en el uso de estos nuevos y poderosos barcos, el Centro de Entrenamiento de la Armada de Nagasaki se estableció literalmente a la entrada de Dejima, para maximizar la interacción con los conocimientos navales holandeses. Entre los estudiantes del Centro de Entrenamiento Naval de Nagasaki estaba Enomoto Takeaki, uno de los fundadores de la Armada Imperial Japonesa. Tras la apertura de Japón al comercio, la misión especial holandesa en Nagasaki se cerró en 1860 y se abrió el primer consulado holandés en Edo.

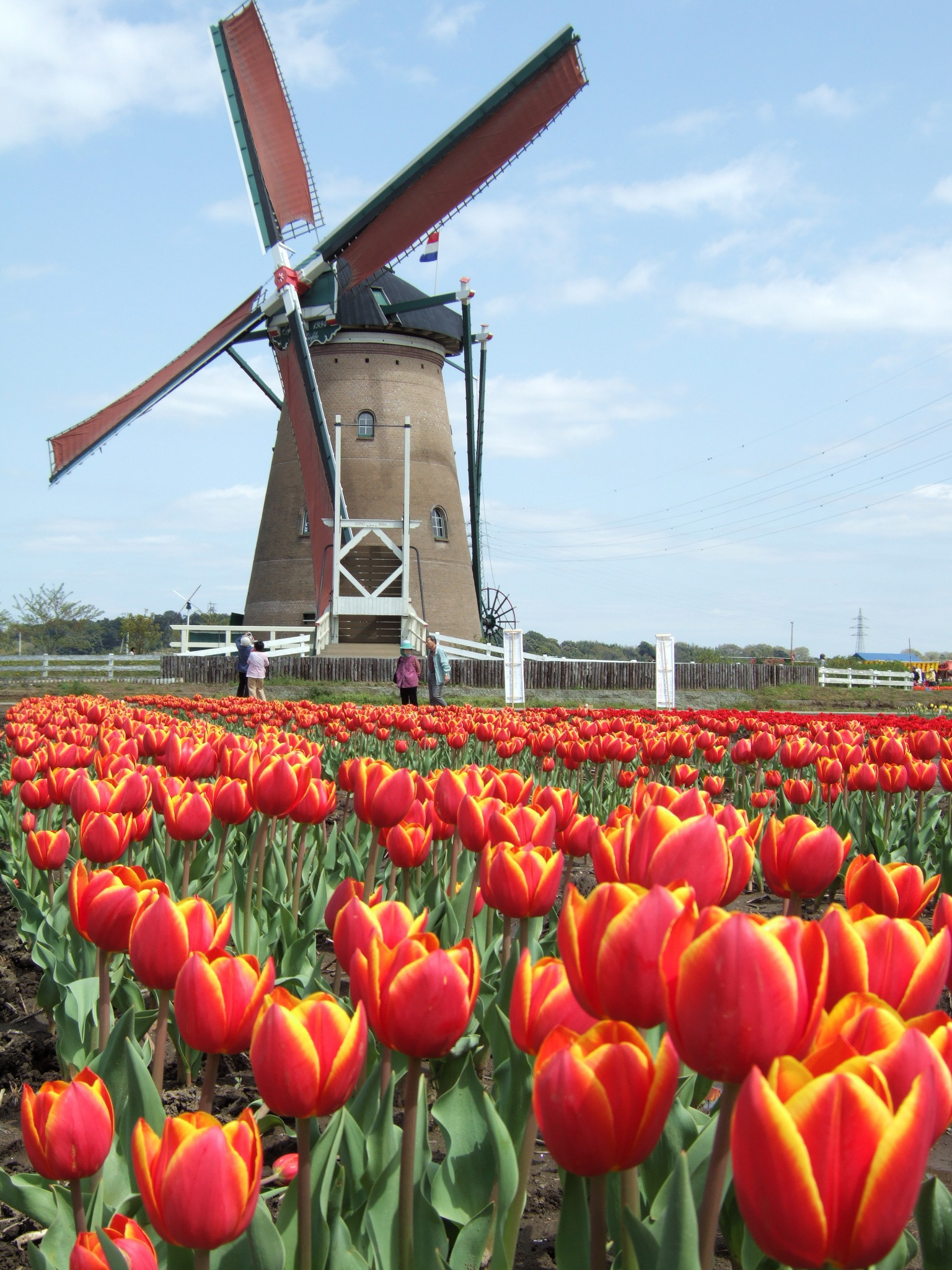
Una réplica de un molino de viento holandés del siglo XVIII fabricado en los Países Bajos y luego ensamblado en la orilla del lago Imba cerca de Sakura, Japón en 1994, llamado así en honor a 'El Amor' (De Liefde), el primer holandés velero para llegar a Japón en 1600. También son notables los muchos tulipanes en primer plano.

### Relaciones japonesas y holandesas de la posguerra
Las relaciones entre Japón y los Países Bajos después de 1945 han sido complicadas. La invasión y ocupación de las Indias Orientales Neerlandesas durante la Segunda Guerra Mundial provocó la destrucción del estado colonial en Indonesia, ya que los japoneses eliminaron tanto del gobierno holandés como pudieron. podría, debilitando el control de la posguerra que los Países Bajos tenían sobre el territorio. Bajo la presión diplomática de los Estados Unidos, los Países Bajos reconocieron la soberanía de Indonesia en 1949 (ver Estados Unidos de Indonesia).
El emperador Hirohito aterrizó en los Países Bajos para una visita de estado el 8 de octubre de 1971. La visita fue controvertida debido a los problemas de la Segunda Guerra Mundial y su delegación tuvo que ser protegida de los manifestantes. Banderas japonesas fueron quemadas por activistas radicales de extrema izquierda de la Juventud Roja frente a los medios y se informó una alerta de bomba cuando la embajada japonesa fue amenazada. La prensa japonesa reaccionó con furia a la recepción. Después de la visita, el gobierno holandés se disculpó repetidamente con Japón y el estado de ánimo ahí se volvió positivo cuando Hirohito calificó la visita de "éxito".
El 24 de agosto de 2009, los Países Bajos lanzaron una moneda conmemorativa de 5 euros para celebrar los 400 años de relaciones.

## Educación

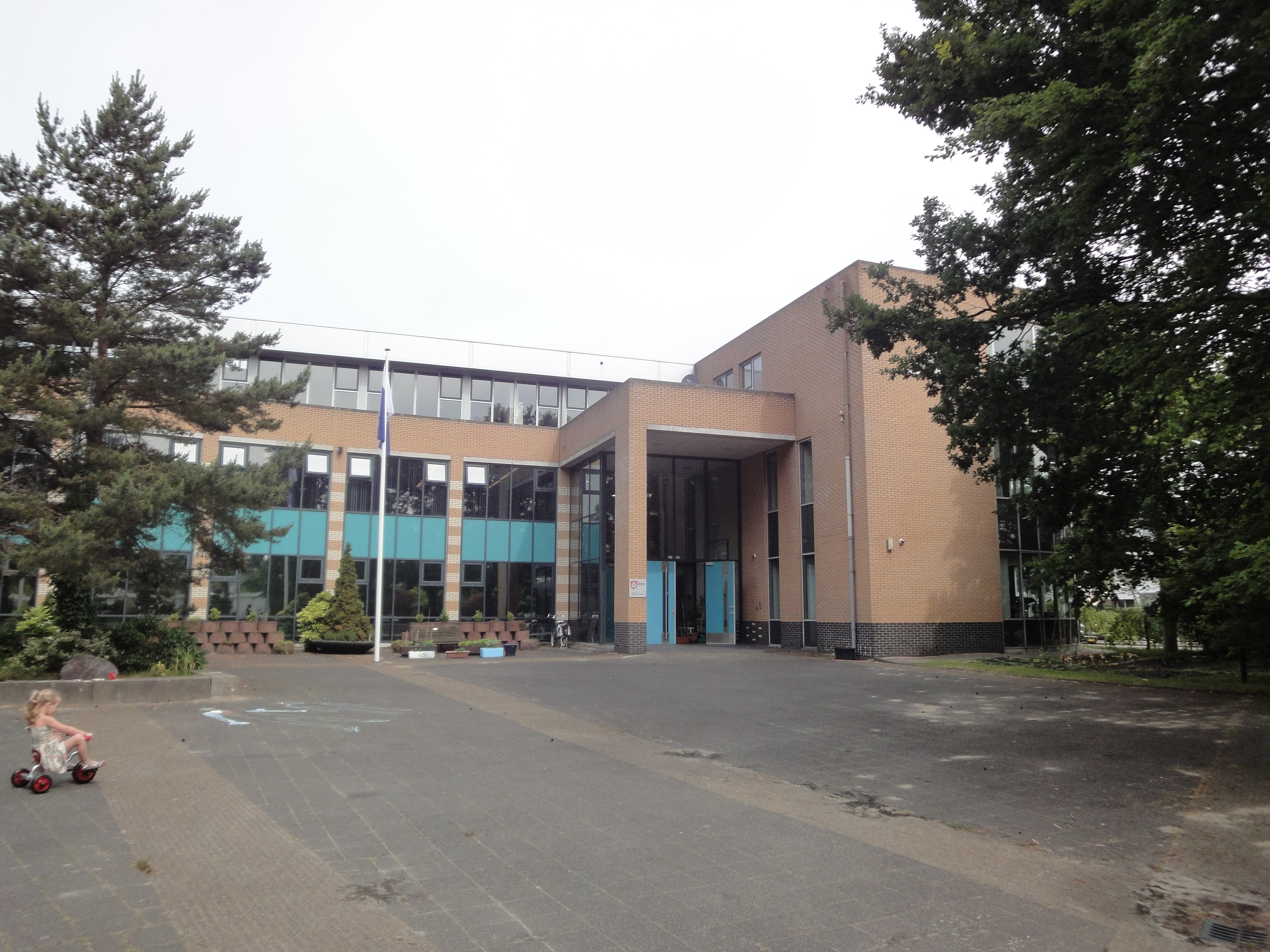
The Japanese School de Rotterdam

Hay también una escuela en Róterdam, la Japanese School of Rotterdam.
Las escuelas complementarias japonesas de los sábados en los Países Bajos incluyen la escuela japonesa de los sábados de Ámsterdam, la Escuela japonesa de los sábados en Róterdam Den Haag-Róterdam, Stichting the Japanese School of Tilburg y Stichting Maastricht Escuela complementaria japonesa. La escuela de Maastricht fue fundada en 1992 como consecuencia de la Escuela Internacional Joppenhoff. Comenzó con 15 estudiantes y creció hasta llegar a los 30, pero disminuyó en consonancia con la economía y, a partir de 2004, inscribió solo a 20 estudiantes. La Escuela de los Sábados de La Haya y Róterdam se formó en 1996 a partir de la fusión de las dos escuelas japonesas de los sábados separadas de esas ciudades.

## Diplomacia

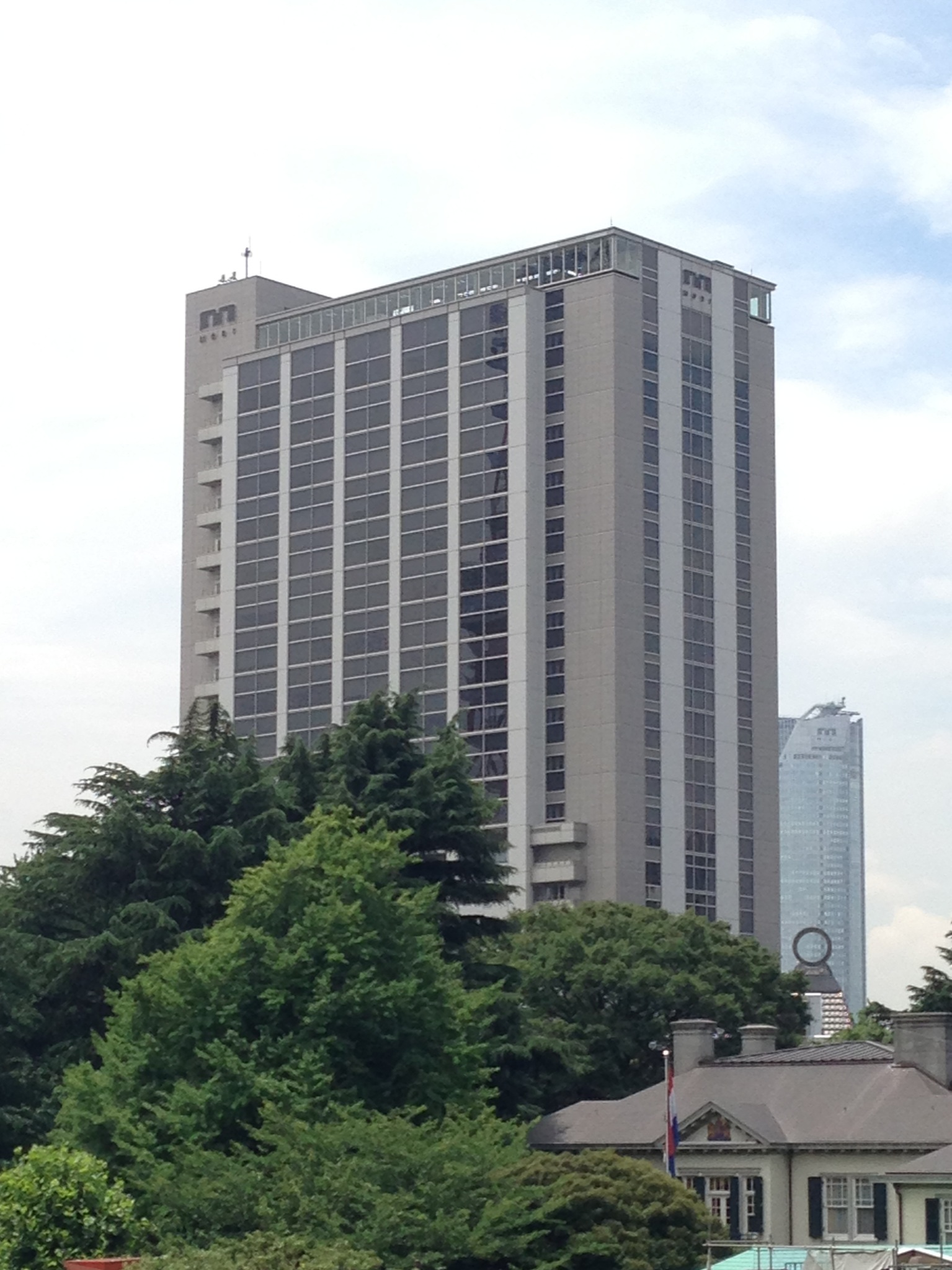
Holland Hills building, and embassy in the foreground

Japón tiene una embajada en La Haya. Los Países Bajos tienen una embajada en Tokio y un consulado general en Osaka.